# Oxacis cana
Oxacis cana är en skalbaggsart som först beskrevs av Leconte 1854.  Oxacis cana ingår i släktet Oxacis och familjen blombaggar. Inga underarter finns listade i Catalogue of Life.